# Zuheros
Zuheros és un municipi de la província de Còrdova a la comunitat autònoma d'Andalusia, a la comarca de la Subbética cordovesa. Es troba a la Sierra de la Subbética, entre Doña Mencía i Luque.

## Demografia
| 1996 | 1998 | 1999 | 2000 | 2001 | 2002 | 2003 | 2004 | 2005 | 2006 |
| ---- | ---- | ---- | ---- | ---- | ---- | ---- | ---- | ---- | ---- |
| 930  | 899  | 904  | 900  | 895  | 880  | 851  | 838  | 835  | 821  |

## Llocs d'interès
- Castell de Zuheros.
- Cueva de los Murciélagos.
- Iglesia de los Remedios: la parròquia de Zuheros s'anomena de Nuestra Señora de los Remedios (Nostra Senyora del Remei) des de 1569, quan va ser visitada per D. Cristóbal de Rojas i Sandoval, bisbe de Còrdova. Aquest bisbe concedeix aquest nom a la parròquia per l'enorme devoció que existia a una talla de la verge amb aquesta advocació, que ja tenia confraria pròpia i es venerava en un cambril lateral de l'antiga església, passant així a presidir l'altar major. La confraria va existir fins a meitats del segle xix, havent-se recuperat en l'actualitat. Aquesta confraria tenia 3 festes principals: La Purificació (Candelaria), L'Anunciació i l'Assumpció de la Verge, festes que celebrava anualment. La processó es realitza el 15 d'agost, en què se celebra la Fira i Festes de la localitat.
- Museu Arqueològic.
- Tots els anys se celebra la Feria del Queso (Fira del formatge), on van formatges que tenen premis nacionals i internacionals.[1]
- Reserva d'animals de fauna Ibérica. Iberfauna.
- Via Verda de la Subbética.